# Альбіцький Олександр Геннадійович
Олександр Геннадійович Альбіцький (23 березня 1869, село Пустинь, Ардатовського повіту, Нижньогородська губернія — не раніше 1918) — священик Російської православної церкви, член IV Державної думи від Нижньгородської губернії.

## Біографія

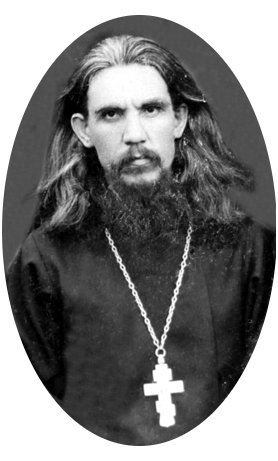

Народився 23 березня 1869 в селі Пустинь, Ардатовського повіту Нижньогородської губернії, в родині священика Геннадія Петровича Альбіцького.
У березні 1892, після закінчення Нижегородської духовної семінарії, Альбіцький був розподілений до церкви Різдва Богородиці в село Різдвяне Семенівського повіту. Навчав грамоти дітей парафіян.
У листопаді 1894 священик був переведений на місце секретаря Семенівського повітового відділення Нижньогородської єпархіальної ради та зі збереженням цієї посади зарахований до штату священнослужителів Вознесенського собору міста Семенова.
 Як місіонер 1-го округу Семенівського повіту Олександр Альбіцький проводив публічні лекції при соборі і був головою Семенівського відділення Нижегородського братства Святого Христа.
Одночасно він викладав Закон Божий у Семенівській зразковій церковно-парафіяльній жіночій школі. З 1902 року десять років був законовчителем Семенівського парафіяльного чоловічого училища. У 1904 році за особливі праці з народної освіти отримав подяку Святійшого Синоду.
З жовтня 1909 року був також і благочинним першого округу Семенівського повіту. Дякуючи йому  в 1911 році була побудована церква Різдва Христового в селі Шалдеж Семенівського повіту, а на його особисті кошти побудований дерев'яний будинок священика в 1913 році. У 1912 році нагороджений нагрудною срібною медаллю.
Балотувався до 3-ї Державної думи але не набрав необхідної кількості голосів.
18 жовтня 1912 року 2-м з'їздом міських виборців був обраний до членів IV Державної думи від Нижньогородської губернії. У його анкеті значилося: «Домовласник (будинок, оцінений в 2 тисячі рублів)».
Входив до фракції російських націоналістів і помірно-правих (ФНУП), після її розколу в серпні 1915 року — в групу прогресивних націоналістів і прогресивний блок. Був членом комісій: з релігійних питань, по міським справах, з робочого питання і старообрядництва, про боротьбу з німецьким насиллям.
Під час Першої світової війни ієрей Олександр Альбіцький добровільно служив священиком передових санітарних загонів Всеросійського національного союзу, з яким був у військових походах до кінця 1915 року.
У травні 1916 року за обговоренні питання про міський виборче право висловився за наділення жінок виборчими правами і підкреслив, що «допущення жінки в міські самоврядування безсумнівно мало б суттєве значення у справі поновлення і облагородження складу гласних, нині зазвичай вельми малокультурного і відсталого». Остаточного рішення з цього питання також не було прийнято.
У березні 1917 року після Лютневої революції був затриманий в Нижньогородської губернії місцевим населенням, звільнення узгоджувалося з міністром юстиції Керенським.
Організував збір хліба серед торговців Нижньогородської губернії для відправки в Петроград.
У червні 1917 року, за дорученням обер-прокурора Святійшого Синоду В. Н. Львова, оцінював стан справ в Нижегородської єпархії, підготував три доповіді.
Обраний депутатом Установчих зборів від Нижньогородської губернії.
У 1917 році був обраний членом Помісного собору Православної церкви від Нижньогородської єпархії. Увійшов до складу комісії з розробки питання, «чи потрібна присяга, бажана вона і надалі, чи потрібно її відновити». У 1917 році був зведений в сан протоієрея.
З приходом до влади більшовиків відкрито виступив проти радянської влади. За його ініціативи на підтримку Тимчасового уряду була створена Семенівська група Союзу захисту Батьківщини. У відповідь на опублікування постанови 1-го з'їзду Рад про встановлення Радянської влади в повіті 16 січня 1918 року члени Союзу організували мітинг. На Соборній площі протоієрей Олександр Альбіцький і повітовий комісар Тимчасового уряду Олександр Іванович Остроумов виступили із закликом не визнавати радянську владу. З прибуттям на площу червоноармійців і солдат місцевого гарнізону сталася сутичка. В результаті були вбиті і поранені кілька людей.
Подальша ж доля протоієрея Олександра Альбіцького невідома.
З червня 1918 в колишньому будинку Альбіцького проживав Олександр Васильович Дашков, голова відділу народної освіти. При будинку священика була велика бібліотека, і одна з його духовних книг збереглася до наших днів.